# 黑勒斯豪森
黑勒斯豪森（德語：Herleshausen，發音：[ˈhɛʁləsˌhaʊzn̩]）是德国黑森州卡塞尔行政区威拉-迈斯讷县的市镇，面积59.5平方千米，2023年12月31日人口为2,756人。